# RIAS Kammerchor
Le RIAS Kammerchor (Chœur de chambre de la RIAS) est un chœur professionnel allemand basé à Berlin. Il reçoit le soutien de la Berliner Rundfunk Orchester und Chöre GmbH (Chœurs et orchestre de la Radio de Berlin), SARL détenue par les radiodiffuseurs publics Deutschlandradio (40 %), RBB (5 %), la République fédérale d'Allemagne (35 %) et l'État de Berlin (20 %).

## Histoire
Fondé en 1948, le chœur est à l'origine connu sous le nom de Rundfunkchor des RIAS, après la création par les autorités américaines d'une station de radio de langue allemande, la Rundfunk im amerikanischen Sektor (radio du secteur américain), ou RIAS. Entre 1948 et 1952, au début de son histoire, le chœur a enregistré des œuvres de Bach avec Karl Ristenpart : 68 cantates, l’Oratorio de Noël et la Passion selon saint Jean. Le chœur a donné son premier concert le 15 octobre 1948 avec son premier chef Herbert Froitzheim. Bien qu'établi comme chœur d'une station de radio régionale, le RIAS Kammerchor a rapidement atteint une réputation nationale et internationale. Parmi l'objectif de ses fondateurs figure la promotion de la création musicale contemporaine et en plus d'exécuter le répertoire classique, le chœur a créé de nombreuses œuvres de compositeurs contemporains, notamment un certain nombre spécifiquement dédiées au RIAS Kammerchor. Le chœur a participé au concert d'ouverture du complexe de la Philharmonie de Berlin et créé des œuvres de compositeurs contemporains tels que Paul Hindemith, Boris Blacher, Mauricio Kagel, Ernst Krenek, Pierre Boulez, Hans Werner Henze et Aribert Reimann, toutes écrites pour le RIAS Kammerchor.
Durant le mandat de Daniel Reuss (2003–2006), le répertoire du chœur est étendu à la musique baroque, en collaboration avec des chefs réputés tels que : Philippe Herreweghe, René Jacobs, Nikolaus Harnoncourt, Frans Brüggen et John Eliot Gardiner. Le plus récent chef d'orchestre du chœur est Hans-Christoph Rademann entre 2007 et 2015. En avril 2016, le chœur a annoncé la nomination de Justin Doyle comme prochain chef et directeur musical, à partir de la saison 2017-2018
Le chœur a effectué de nombreux enregistrements pour différents labels, notamment Deutsche Grammophon, Harmonia Mundi,,,,, seul ou dans des œuvres nécessitant un orchestre et un chœur.

## Chefs du chœur
- Herbert Froitzheim (1948–1954)
- Günther Arndt (1954–1972)
- Uwe Gronostay (1972–1986)
- Marcus Creed (1987–2003)
- Daniel Reuss (2003–2006)
- Hans-Christoph Rademann (2007–2015)
- Chef en résidence Rinaldo Alessandrini (2015–2016)
- Justin Doyle, depuis 2016[11]